# 제38회 서울독립영화제
제38회 서울독립영화제는 2012년 11월 29일에 열린 시상식이다.

## 수상 및 후보

### 대상
- 해운대소녀 - 이정홍 수상

### 최우수작품상
- 아버지의 이메일 - 홍재희 수상

### 우수작품상
- 춤추는 숲 - 강석필 수상
- 학교 가는 길 - 김민지 수상

### 열혈스태프상
- 충심, 소소 - 박경석 수상

### 독립스타상- 배우부문
- 1999, 면회 - 김창환 수상
- 밤 - 김창환 수상
- 지각생들 - 김창환 수상

### 독불장군상
- 벌거숭이 - 박상훈 수상

### 관객상
- 힘내세요, 병헌씨 - 이병헌 수상

### 경쟁부문 - 단편
- 밀청 - 최주용
- 106동 102호 - 이동연
- 깊이에의 강요 - 최승철
- 라즈 온 에어 - 이옥섭
- 오목어 - 김진만
- 삭제하시겠습니까? - 조소연
- 마씨몽 - 강승원
- 낮과 밤 - 유은정
- 졸업여행 - 박선주
- 집 - 김왕걸
- 해운대소녀 - 이정홍
- 열애 - 김병훈
- 창밖의 영화 - 서은선
- 돌아가는 관람차 - 이정우
- 형광인종 - 신희주
- 당신 - 송원재
- 촬영자의 기본 수칙 - 이용승
- 캠퍼스 - 유재욱
- 32.5공수, 건설노동자의 날품 - 유최늘샘
- 동네 한 바퀴 - 김진호
- 지각생들 - 백승화
- 그 자퇴하는 학생은 어디로 가면 됩니까! - 한동혁
- 8 - 이상일
- 흔적 - 남순아
- 블랙아웃 - 안진우
- 숲 - 엄태화
- 도시의 밤 - 김태용
- 그림자 괴물 - 박혜미
- 아누크의 전설 - 정원식
- 배드 어스 - 유승조
- 누가 공정화를 죽였나? - 한지혜
- 소심인 - 손헌수
- 김치 - 김경래
- 영아 - 최아름
- 목격자의 밤 - 박근범
- 충심, 소소 - 김정인
- 우리의 여름 - 예그림
- 밤 - 강원
- 이크 하우 반 야우 - 정재웅

### 경쟁부문 - 장편
- 버스를 타라 - 김정근
- 코알라 - 김주환
- 그리고 싶은 것 - 권효
- 1999, 면회 - 김태곤
- 춤추는 숲 - 강석필
- 힘내세요, 병헌씨 - 이병헌
- 아버지의 이메일 - 홍재희
- 비념 - 임흥순
- 학교 가는 길 - 김민지
- 링 - 이진혁

### 새로운 선택
- 경복 - 최시형 수상

### 특별초청
- 달리는 꿈의 상자, 모모 - 박명진
- 러시안 소설 - 신연식
- 비구니 - 이창재
- 아버지 없는 삶 - 김응수
- 웰랑 뜨레이 - 김태일
- 잠 못 드는 밤 - 장건재
- 지슬 - 오멸
- 지옥화 - 이상우
- 겨울의 피아니스트 - 김초희
- 두리반 발전기 - 이원우
- 말로는 힘들어 - 이광국
- 메밀꽃 필 무렵 - 안재훈
- 솔루션 - 김곡
- 시바타 와 나가오 - 양익준
- 영화의 완성 - 홍덕표
- 이빨, 다리, 깃발, 폭탄 - 백종관
- 저수지의 괴물 - 이성강
- 창 - 연상호
- 코메디: 다 웃자고 하는 얘기 - 김곡
- 허공, 그늘 - 황선숙
- 주리 - 김동호
- 거대한 대화 對話 - 박세호

### 특별전
- 복지갈구 화적단 '너희 동네 살 만하니?' - 복지갈구 화적단
- 강정 인터뷰 프로젝트 - 김동원

### 해외초청
- 더 그린 웨이브 - 앨리 사마디 아하디
- 두려움을 떨치고 - 무라드 벤 셰이크
- 먹다 자다 죽다 - 가브리엘라 피츨러
- 브루크만 여성노동자 - 이삭 아이시탄  외 1명
- 사운드 라이크 레볼루션 - 제인 미치너
- 사자처럼 일어나라: 월스트리트 점거와 혁명의 씨앗 - 스콧 노블
- 첨단 기술, 하류 인생 - 스티븐 T. 메잉